# Pieter 't Hoen

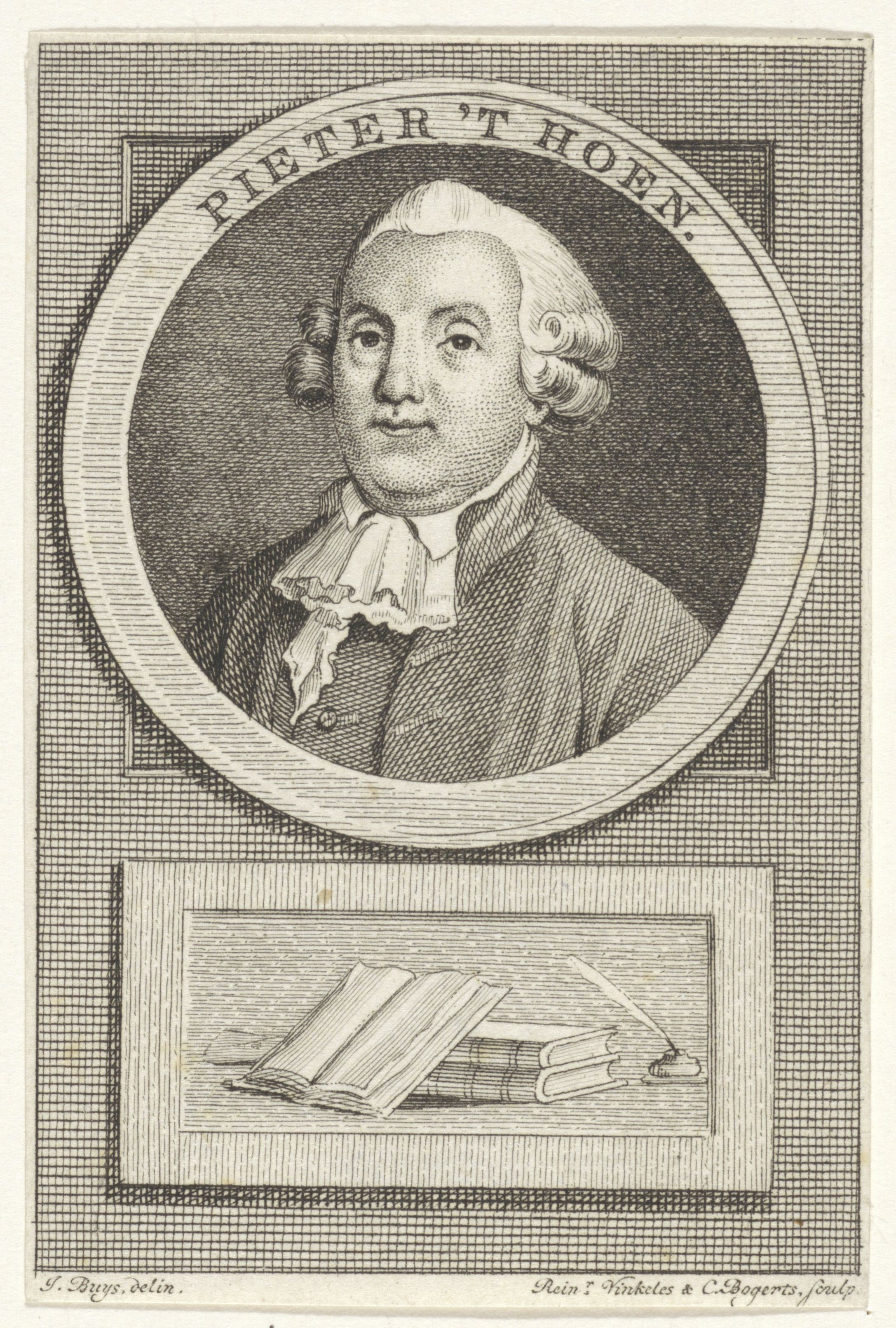
Portret van de Nederlandse Patriot journalist, dichter en politicus Pieter 't Hoen (1744-1828) door Reinier Vinkeles

Pieter 't Hoen (gedoopt 18 oktober 1744 in Utrecht – 9 januari 1828 in Amersfoort) was een Nederlands journalist, dichter en politicus die een belangrijke rol speelde tijdens de Patriottentijd als de redacteur van De Post van den Neder-Rhijn.

## Persoonlijk leven
't Hoen was de zoon van de Utrechtse kruidenier en kaashandelaar Reinier 't Hoen en Johanna Masman. Hij begon zijn studie aan de hoog aangeschreven Hiëronymusschool (een Latijnse school in Utrecht) in 1755, maar was zo onhandelbaar dat hij op verzoek van zijn ouders op 29 december 1761 veroordeeld werd om voor een jaar opgesloten te worden in De Vurige Kolom, een verbeterhuis in de Lange Nieuwstraat in Utrecht. Hier mocht hij in november 1762 weer van vertrekken. In april 1763 trouwde hij met de toen zeventienjarige Annemietje Nihot, dochter van een Leidse textielkoopman. Ze zouden bijna 63 jaar gehuwd blijven en tussen 1764 en 1781 vier zonen en vier dochters krijgen. Het paar trok in bij zijn ouders op de Neude in Utrecht. Mogelijk heeft hij in het bedrijf van zijn vader gewerkt tot 1777.

## Loopbaan
Als compensatie voor zijn afgebroken schoolopleiding hield 't Hoen zich in zijn vrije tijd met zelfstudie bezig. Hij probeerde ook toegang te krijgen tot de literaire kringen van zijn tijd, wat moeilijk was voor iemand zonder wetenschappelijke referenties. Hij deed daarom een poging om de aandacht te trekken van de Leidse dichter Johannes le Francq van Berkhey door het in oktober 1774 schrijven van een Ode gewijd aan deze persoon. De dichter nam hem inderdaad onder zijn hoede en introduceerde hem in hogere kringen. Samen met twaalf andere amateurs richtte 't Hoen de Utrechtse vereniging voor poëzie Volmaakter deur den tijd op. In de volgende jaren werd hij een succesvol schrijver van poëzie (in het bijzonder kinderrijm) en toneelstukken. In 1777 werd hij benoemd tot rentmeester van het Collegium Willebrordi, een internaat verbonden aan de Hiëronymusschool. Hierdoor kreeg hij meer tijd om zich te wijden aan zijn literaire werk. Het bureau gaf hem ook toegang tot de wereld van de Utrechtse regenten en de Utrechtse politiek.
Tussen 1778 en 1780 schreef hij een aantal moraliserende en politieke essays onder het pseudoniem J. A. Schasz, M. D. Hij schreef onder dit pseudoniem ook vier politieke komedies, geïnspireerd door de Amerikaanse Revolutie en de Amerikaanse Revolutionaire Oorlog, met een anti-Britse teneur. Deze stukken waren populair onder de op dat moment pro-Amerikaanse burgerij van de Nederlandse Republiek. Deze gevoelens werden niet gedeeld door het regime van stadhouder Willem V, Prins van Oranje, die verwant was aan de Britse koning George III en daarom de voorkeur aan een pro-Brits en anti-Amerikaans/Frans beleid gaf. Ondanks dit officiële beleid van de Republiek was Groot-Brittannië zo ontevreden met een aantal aspecten van het Nederlandse beleid ten aanzien van Amerika dat het in december 1780 de oorlog aan de Republiek verklaarde. Deze oorlog liep niet goed voor de Nederlanders, en de bevolking gaf de schuld aan de stadhouder. 't Hoen deelde deze mening en begon op 20 januari 1781 met een publicatie, getiteld De Post van den Neder-Rhijn, die in de volgende zes jaar een doorn in de zijde van het regime van de stadhouder zou zijn.
De Post werd gepubliceerd door de drukkersfirma G. T. van Paddenburg en Zoon in Utrecht (die zijn eigen naam gebruikte). De meeste medewerkers van het tijdschrift (dat wekelijks gepubliceerd werd in een formaat van 8 octavo's en 1 1/2 stuiver kostte) gebruikten echter pseudoniemen, vanwege het risico van vervolging wegens "opruiing". Het weekblad genoot al snel een grote oplage (2400 exemplaren per nummer) in heel Nederland, waarschijnlijk vanwege de gematigde en met redenen omklede presentatie van radicale standpunten. Het werd een van de toonaangevende Patriottentijdschriften in Utrecht, met een grote politieke invloed.
't Hoen sloot zich in november 1782 aan bij de Patriotten in Utrecht, vanaf 1783 verenigd in Getrouw voor het Vaderland, een toonaangevende Utrechtse politieke vereniging. In november 1785 werd hij luitenant van de schutterijcompagnie Turkijen. Als zodanig raakte hij betrokken in de exercitiegenootschap-beweging, die een belangrijke rol speelde in de patriotse politiek. De Post publiceerde in die tijd een groot aantal artikelen over deze beweging. Het werd daardoor een van de belangrijkste organen van de patriotse propaganda.
Zowel als journalist als politiek activist werd 't Hoen betrokken in het democratiseringsproces van stad en heerlijkheid Utrecht in 1784-1785, wat in augustus 1786 leidde tot het eerste democratisch gekozen stadsbestuur in de Nederlandse Republiek. De aanhangers van de stadhouder, de Orangisten, vormden in december 1785 een rivaliserende Staten van Utrecht, die onder de bescherming van een garnizoen van het Staatse leger, dat herhaaldelijk Utrecht bedreigde, naar Amersfoort verhuisde. Op 9 mei 1787 nam 't Hoen met een vijftigtal schutters deel aan de Slag bij Jutphaas om een van die dreigende bewegingen af te slaan. Dit succes werd echter al snel gevolgd door de Pruisische invasie van Holland, waarin Utrecht zonder slag of stoot opgegeven werd. In september 1787 volgde 't Hoen de patriotse troepen op hun terugtocht naar Amsterdam. Na de val van Amsterdam op 10 oktober vluchtte 't Hoen met zijn familie, zoals veel andere patriotten, eerst naar Brussel en later naar het noorden van Frankrijk. In 1789 werd hij bij verstek tot 25 jaar verbanning veroordeeld.
In Frankrijk ontving hij een pensioen van 2.400 livres van de Franse regering als erkenning voor zijn journalistieke werk, dat vaak het Franse beleid had ondersteund. Hij woonde korte tijd in Saint-Omer, Gravelines en Duinkerken en uiteindelijk in Watten in de buurt van St. Omer, waar hij lid werd van een "commune" van andere Nederlandse patriotten, net als zijn collega's Wybo Fijnje en Gerrit Paape. In deze periode bleef hij actief als journalist. Hij begon een nieuw tijdschrift, getiteld Gedenkschriften van Martinus Scriblerus den Jongen, dat een antiklerikaal karakter had. Ook deed hij samen met journalist Joost Vrijdag de redactie van de Duinkerksche historische courant, maar deze ging failliet, volgens Vrijdag vanwege de financiële incompetentie van 't Hoen. Toen de nieuwe Franse regering in 1793 zijn pensioen beëindigde, begon 't Hoen een tabaksfabriek en verkocht hij zijn onroerend goed in Utrecht. Hij was in staat om te leven van zijn schrijverswerk. In 1793 gaf hij Kort historisch verhaal en onzydige aanmerkingen over de gesteltenis van Braband (Kort historisch overzicht en neutrale opmerkingen over de toestand van Brabant) uit, door Jan Frans Vonck.

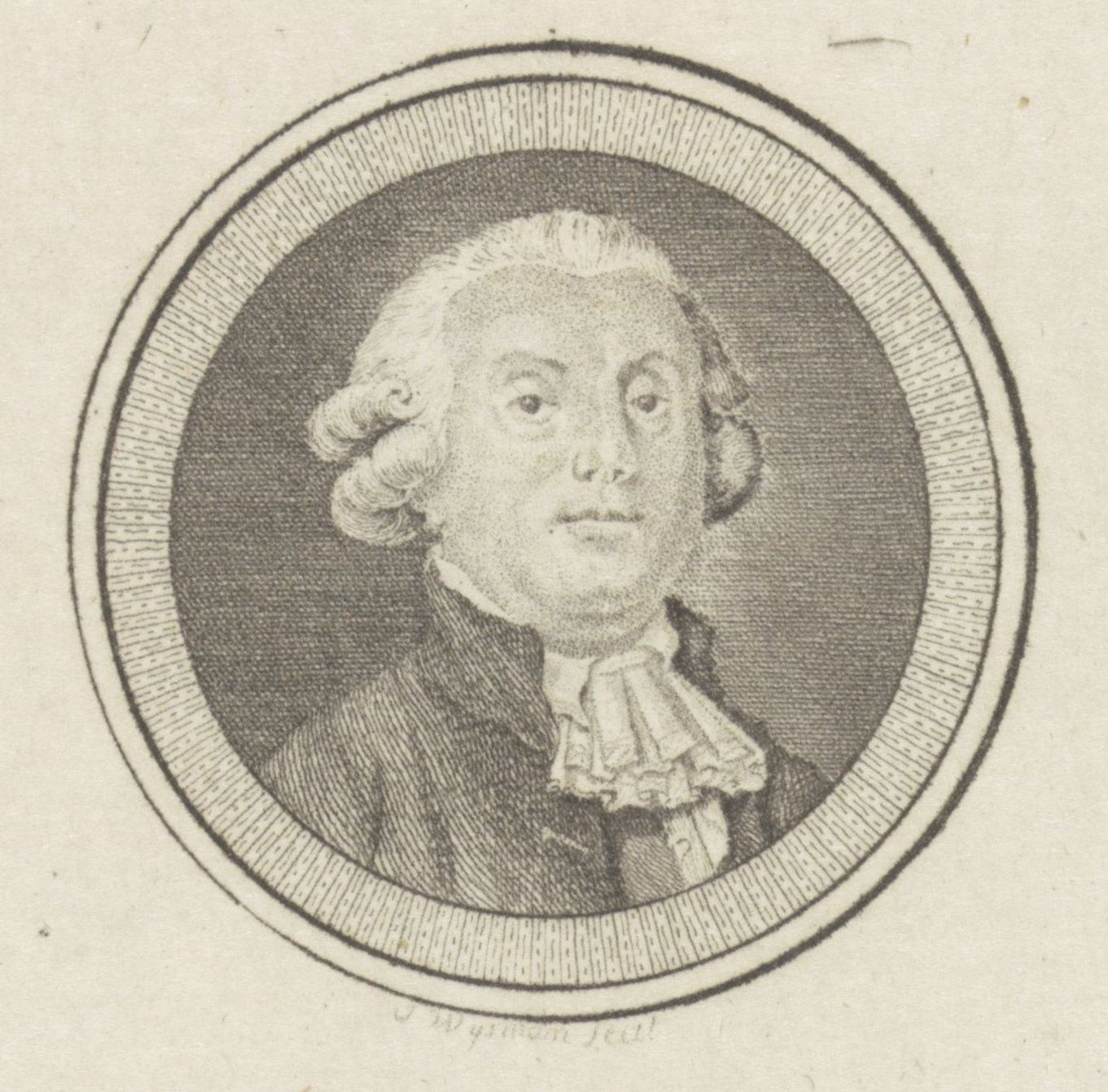
Pieter 't Hoen op ets van Jacobus Wijsman (ca. 1795)

Ondertussen raakte 't Hoen verwikkeld in de interne strijd van de gevluchte patriotten tussen de volgelingen van Johan Valckenaer en Court Lambertus van Beyma en koos de zijde van Valckenaer. Samen met Valckenaer een aantal andere Nederlanders werd hij actief in de Franse revolutionaire politiek als lid van de Jakobijnen in Watten, maar hij hield zich afzijdig van het Schrikbewind van Maximilien Robespierre c.s. Hij volgde het Franse leger dat in november 1794 en begin 1795 de Nederlandse Republiek overrompelde, en hielp mee met de stichting van de Bataafse Republiek door in februari 1795 als secretaris van de Voorlopige Vertegenwoordigers van het Volk van Utrecht (het Utrechts equivalent van de Provisionele Representanten van het Volk van Holland) in dienst te treden. Dit werd permanent toen hij op 17 maart 1795 secretaris van het Comité van Financiën werd. Op 18 april 1796 werd hij benoemd tot secretaris van het revolutionaire Bataafse bestuur van het gewest Utrecht, waarmee hij Jacobus van Haeften opvolgde.
Intussen had hij ook een nieuw tijdschrift opgericht, De Nieuwe Post van den Neder-Rhijn. Dit weekblad zou tussen 10 maart 1795 en 6 december 1799 260 afleveringen tellen met een oplage van 1.400 exemplaren. In dit nieuwe tijdschrift publiceerde hij een ontwerp voor een nieuwe grondwet voor de Bataafse Republiek die zeer "unitarisch" was, omdat het voorstelde de federale structuur van de Republiek af te schaffen. Dit was in die dagen een belangrijke kwestie. De strijd tussen de "Federalisten" en "Unitariërs" zou in januari 1798 culmineren in een staatsgreep, die de Unitariërs aan de macht bracht. 't Hoen ondersteunde dit omverwerpen van de politieke orde. Hij werd als gevolg hiervan benoemd tot secretaris van de nieuwe regionale regering, die in 1799 delen van de oude gewesten Utrecht, Holland en Gelderland verving door een Departement van de Rijn. In dezelfde periode bevorderde 't Hoen in De Nieuwe Post religieuze emancipatie van protestantse minderheden en rooms-katholieken, die onder de oude Republiek gediscrimineerd werden tegenover leden van de Nederlandse Hervormde Kerk.
In de zomer van 1799 kreeg 't Hoen het als secretaris van de departementale overheid druk met defensieve maatregelen in verband met een dreigende invasie van orangistische emigranten uit Duitsland, ter ondersteuning van de Brits-Russische expeditie naar Noord-Holland. Om die reden werd hij gedwongen zijn werk voor De Nieuwe Post te verwaarlozen en hierdoor kwam de uitgave in december 1799 tot een einde.
De grondwetswijziging van 1801 bracht een conservatiever regime in de Bataafse Republiek (toen ook Bataafs Gemenebest genoemd) aan de macht, die in het bijzonder oud-orangisten aantrok. 't Hoen verloor zijn post als secretaris en werd in 1802 gedegradeerd tot commies (ambtenaar), met een fikse verlaging van bezoldiging. 't Hoen verloor zijn politieke invloed en werd weer een gewoon burger. Hij begon weer met het schrijven van toneelstukken, maar stopte in 1806 met zijn literaire werk.
In 1811 (na de annexatie van Nederland door het Eerste Franse Keizerrijk) slaagde 't Hoen erin een post als griffier van het gerecht in Amersfoort te krijgen. Hij en zijn vrouw woonden tot hun dood (zijn vrouw overleed in 1826) in een comfortabel huis in deze stad. Zijn laatste jaren waren moeilijk omdat zowel zijn vrouw als zes van zijn kinderen eerder dan hij overleden. Hijzelf overleed op 9 januari 1828 op een leeftijd van 83 jaar.

## Werken
- Het Boeren Gezelschap van de Gehekelde Hekelaars (spelen, 1775)
- Nieuwe proeve van klijne gedichten voor kinderen (kindergedichten, 1778-1779)
- Jurjen Lankbein. Van de Mof-commis (farce, 1778)
- Het Engelsche en Amerikaansche kaart-spel (politieke comedy, 1778)
- De verdrukte wildeman (politieke comedy, 1778)
- De misrekening  (politieke comedy, 1778)
- De Geplaagde Hollander (politieke comedy, 1778)
- Het Verdrag (politieke comedy, 1778)
- (Als "Taco Brans"), Catechismus der natuur, ten gebruike van kinderen (kinderboek, 1779)
- Holdwich. Van de Mof, commis deur bedrog (farce, 1779)
- Ter glorierijke nagedachtenis van van Bentinck (essay, 1781)
- Nieuwe spectatoriaalse schouwburg, behelzende oorspronkelijke toneelstukken ter verbetering der Nederduitsche zeden (speelt, 2 vols., 1782-1789)
- De Vlugtende Wysgeer (brieven, c. 1790)
- Vaderlandsche schouwburg, bevattende oorspronglijke toneelstukken (speelt, 3 vols., 1790-1793)
- Godefroy de Dwingeland van de Redder van zijn vaderland (spelen, 1793)
- Het verjaaringsfeest, van de te Amiens vreede geslooten (spelen, 1803)
- Mars in de boeyen van het herstel van den vreede (spelen, 1803)
- Fabelen en kleine gedichten voor kinderen (kindergedichten, 1803))

- Biografisch Portaal: 25932974
- Gemeinsame Normdatei: 104277300
- International Standard Name Identifier: 0000 0000 5061 2954
- Library of Congress Control Number: nb2005011299
- Nationale Bibliotheek van Israël: 987007462540305171
- Nederlandse Thesaurus van Auteursnamen: 070467684
- Système universitaire de documentation: 060336900
- Virtual International Authority File: 12299158
- WorldCat: E39PBJdcvJQYF4PFBwBpQrjt8C